# Ny Knippelsbro
Ny Knippelsbro er en dansk dokumentarisk optagelse fra 1938.

## Handling
Optagelser, der dokumenterer bygningen af den nye Knippelsbro i København i perioden 1935-1938. Udbud og kontraheringen af broarbejdet foretages i marts 1935. Umiddelbart herefter påbegyndes anlægsarbejdet: de gamle bropiller nedbrydes, der bygges fangedæmninger for klappillerne, de gamle bropiller bortsprænges, grunden udgraves til nye piller, bropiller støbes, fangedæmningernes spunsjern trækkes op af havet igen, bropartiet mellem land og klappiller bygges, et brotårn sættes på plads, broens hoveddragere opstilles, klappen og tårnet på Christianshavnssiden monteres. Den første nedlukning af Københavnsklappen finder sted d. 19. september 1937. Begge klapper er nede for første gang d. 24 oktober 1937. Herefter lægges brodæk og sporvejsskinner på, og der udføres prøvebelastning. Den første trafik krydser broen i december 1937. I foråret 1938 er hele broarbejdet færdigt. Sidst i filmen ses omlægning af jernbane ved Elverdam og Kornerup.
Ny Knippelsbro forbinder Slotsholmen og Christianshavn og er den femte i rækken af broer på dette sted. Den er tegnet af arkitekt Kaj Gottlob og projekteret og opført af Københavns Havnevæsen i samarbejde med Københavns Kommune. Hovedentreprenører er danske Wright, Thomsen & Kier. Broen har en samlet længde på 115 m og en bredde af brodækket på 27 m.